# Osterdock, Iowa
Osterdock là một thành phố thuộc quận Clayton, tiểu bang Iowa, Hoa Kỳ. Năm 2010, dân số của thành phố này là 59 người.

## Dân số
Dân số qua các năm:
- Năm 2000: 50 người.
- Năm 2010: 59 người.